# Jacques Bourdu
 (décembre 2013).
Si vous disposez d'ouvrages ou d'articles de référence ou si vous connaissez des sites web de qualité traitant du thème abordé ici, merci de compléter l'article en donnant les références utiles à sa vérifiabilité et en les liant à la section « Notes et références ».
Jacques Bourdu, né le 27 juin 1922 à Montrouge et mort le 6 juillet 2018 à Suresnes, est un essayiste français.

## Biographie
Spécialisé dans les analyses économiques libérales, ancien élève de l'École polytechnique (promotion 1943), il fut chef d'entreprise et ancien vice-président du Club 89.

## Ouvrages
- L'inévitable Révolution économique : moins d'impôts, moins de dépenses et plus d'emplois, François-Xavier de Guibert, 1998  (ISBN 978-2868395276)
- Le redressement de la France : Il est encore possible..., François-Xavier de Guibert, 2003  (ISBN 978-2868398420)
- Ecole : faire tomber la forteresse, François-Xavier de Guibert, 2004  (ISBN 978-2868399267)
- Une vraie réforme fiscale : Moins de dépenses publiques pour moins d'impôts, François-Xavier de Guibert, 2005  (ISBN 978-2868399885)
- L'armistice de 1940 : Histoire une faute tragique, François-Xavier de Guibert, 2007  (ISBN 978-2868398437)
- L'école et l'université : Comment sortir de l'échec ?, François-Xavier de Guibert, 2008  (ISBN 978-2755402520)
- La flat tax (impôt sur le revenu à taux unique) : simple, attractive, efficace, Contribuables associés, 2008
- Pour sauver nos retraites : une vraie réforme, études et analyses n°33, Sauvegarde Retraites, 2010

## Prix
- Prix Renaissance de l'économie 2002[2].